# Anna Terekhova
Pour les articles homonymes, voir Terekhova.
Anna Savvovna Terekhova (А́нна Са́ввовна Те́рехова), née Khamikova le 13 août 1967 à Moscou (URSS), est une actrice russe et soviétique de théâtre et de cinéma. Elle a été distinguée comme artiste émérite de la fédération de Russie en 2006.

## Biographie
Elle naît dans la famille d'un couple d'artistes, l'actrice soviétique Margarita Terekhova et l'artiste du peuple de la république populaire de Bulgarie (1976), Savva Khamikov. Elle débute au cinéma en 1982 dans le film de Roman Viktiouk, Où habites-tu, jeune fille?. Après ses études secondaires, elle entre au fameux GITIS de Moscou dans le cours d'Evgueni Lazarev. En quatrième année, elle travaille dans la troupe indépendante d'Alla Sigalova. En 1998, elle devient actrice de la troupe du théâtre de la Lune. Elle quitte le théâtre en 2018.

## Vie privée
Son premier mari est l'acteur Valeri Borovinskikh, dont elle a un fils Mikhaïl. Le couple se sépare au bout de quatre ans. Elle se remarie avec l'acteur Nikolaï Dobrynine.

## Actrice

### Théâtre

#### Théâtre «Troupe indépendante d'Alla Silagova»
- Othello: Desdémone
- Salomé: Hérodiade
- La Dame de pique: Lise

#### Théâtre de la Lune
- 1997: «Ночь нежна» La Nuit tendre, Nicole
- 1998: «Таис сияющая» Brillante Thaïs (mise en scène de Sergueï Prokhanov), Thaïs[5]
- 2006:  «Ноты Нино Роты» Notes de Nino Rota, l'actrice
- «Нельская башня» La Tour de Nesle, Marguerite de Bourgogne
- 2010: «Мата Хари „глаза дня“» Mata Hari, l'œil du jour, Claude France ou Jeanne Vittig
- «Орфей и Эвридика» Orphée et Eurydice, la mère d'Eurydice[6]
- 2013: «Жена на бис» Femme en bis, Anna[7],[8].

#### Théâtre Roman-Viktiouk
- 2012:  «Сергей и Айседора» Serge et Isadora, Isadora Duncan (metteur en scène Roman Viktiouk).

### Cinéma
- 1991: Феофания, рисующая смерть Théophanie dessinant la mort, Apraxie
- 1992: Саломея Salomé, Hérodiade
- 1993: Русский регтайм Ragtime russe, Réna
- 1996: Короли российского сыска Les Rois de l'enquête russe, la princesse Rostokina
- 1997: Всё то, о чём мы так долго мечтали Tout ce dont nous avions longtemps rêvé, Natacha
- 1997: Маленькая принцесса La Petite Princesse, Miss Amélie
- 1998: Зал ожидания Salle d'attente (série télévisée)
- 2002: Если невеста ведьма Et si la mariée était une sorcière
- 2002: Черёмушки (série télévisée)
- 2002-2003: Ералаш Eralach (série télévisée), l'enseignante d'anglais faisant de la danse («Apprendre, apprendre et encore apprendre!») et Marina Semionova, l'enseignante de biologie («Mélodie pour cobra»)
- 2003: На углу, у Патриарших 3 À l'angle des étangs du Patriarche 3 (série télévisée), Natacha Lazareva
- 2003: Удар Лотоса 3 Le Coup du lotus 3: Загадка Сфинкса L'Énigme du sphinx (série télévisée), Elena Iourevna
- 2004: Кавалеры морской звезды Les Chevaliers de l'étoile de mer, Élisabeth
- 2004: Надежда уходит последней Nadejda sort en dernier, Alissa
- 2005: Чайка La Mouette, Nina
- 2008: Тайны дворцовых переворотов Les secrets des révoltes de palais, épisode n° 7. Виват, Анна Иоанновна! Vivat Anna Ioannovna !, Régine
- 2008: Спящий и красавица Le Dormeur et la Belle, Rita
- 2010: Гербарий Маши Колосовой L'Herbier de Macha Kolossova, Ania
- 2010: Цветы от Лизы Fleurs de Liza, Anna Valentinovna Ness
- 2011: Криминальные обстоятельства Circonstances criminelles, Liouba
- 2019: Пальто Le Manteau, la femme